# زهم اندریست
زهم اندریست (به لاتین: Zahm Andrist) یک کوه در سوئیس است که در کانتون برن واقع شده‌است. زهم اندریست ۲٬۶۸۱ متر بالاتر از سطح دریا واقع شده‌است.